# Fédération Autonomiste
La Fédération Autonomiste (FA) fou un partit polític democristià i centrista actiu a la Vall d'Aosta.
A les eleccions regionals de la Vall d'Aosta de 2003 va presentar una llista comuna amb Stella Alpina, on va obtenir el 19,8%, però se'n separaren més tard.
A les legislatives de 2006 formà amb Unió Valldostana i Stella Alpina la llista Vallée d'Aoste - Autonomie Progrès Fédéralisme que fou derrotada per Autonomia Llibertat Democràcia (llista formada per Demòcrates d'Esquerra - Gauche Valdôtaine, La Margherita, Renouveau Valdôtain, Vallée d'Aoste Vive i altres partits de centreesquerra, reagrupats en la coalició Arcobaleno), i no va escollir cap diputat ni cap senadoral col·legi uninominal de la Vall d'Aosta.
En les eleccions legislatives italianes de 2008 va formar novament una llista comuna amb UV i SA que va obtenir un senador. A les eleccions regionals de la Vall d'Aosta de 2008 va obtenir 2 conseller regionals i va formar part de la coalició de govern amb UV i Stella Alpina.
Es va dissoldre el 2014.